# Текст-заполнитель

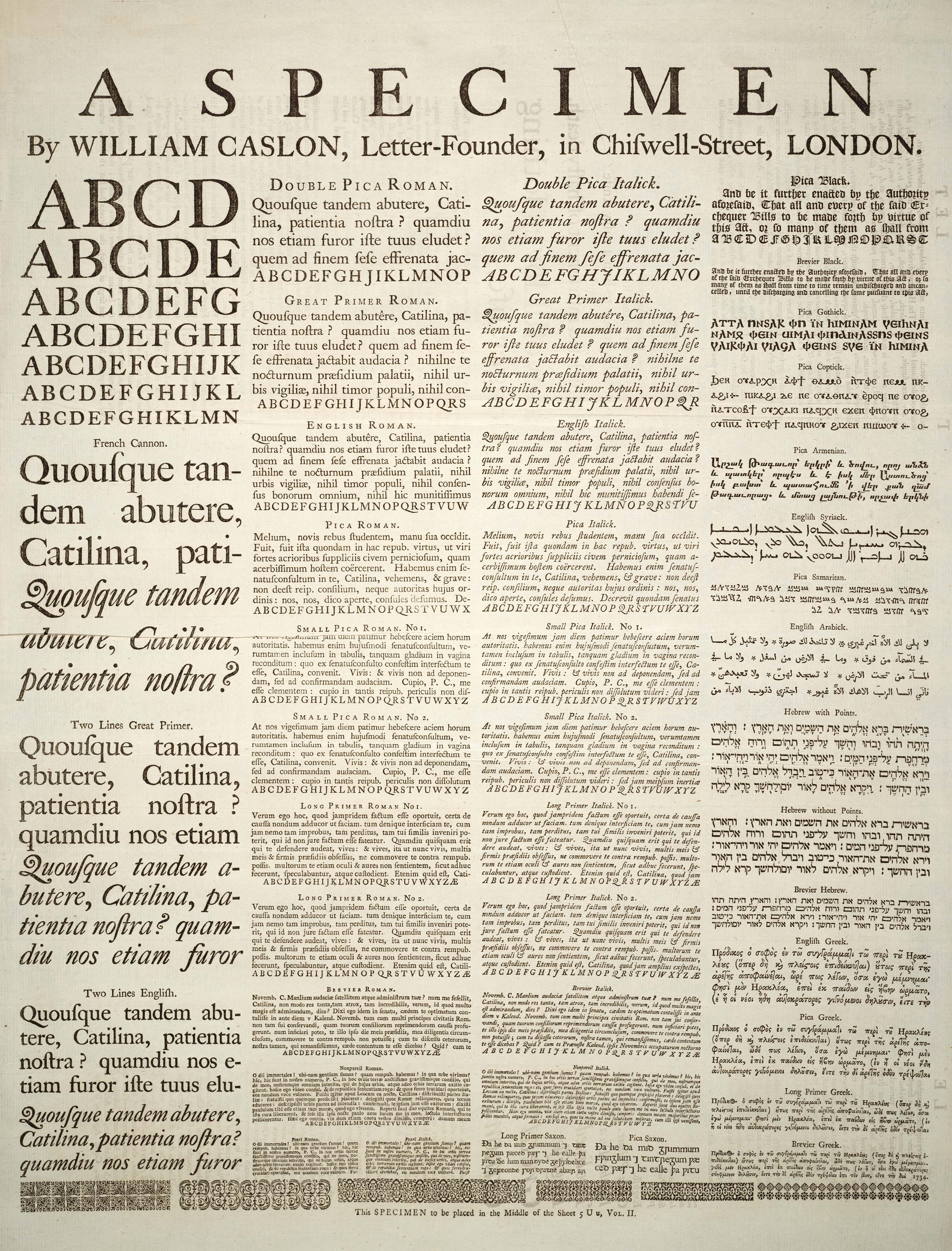
Страница с образцами шрифтов Кэзлон и языков, созданная шрифтолитейщиком Уильямом Каслоном I; из Циклопедии 1734 года. В качестве текста-заполнителя используется текст «Quousque tandem abutere, Catilina, Patientia nostra?»

Текст-заполнитель (также плейсхолдер или фиктивный текст) — это текст, который имеет некоторые характеристики реального письменного текста, но является случайным набором слов или сгенерирован иным образом. Его можно использовать для отображения образца шрифтов, создания текста для тестирования или обхода спам-фильтра. Процесс использования текста-заполнителя иногда называют greeking («перевод на греческий»), хотя сам текст может быть бессмысленным и чаще написан на латыни, как, например, Lorem ipsum.

## ASDF
ASDF — это последовательность букв, которые расположены на первых четырех клавишах в главном («исходном») ряду клавиатуры QWERTY или QWERTZ. Ее часто используют как образец или тренировочный пример либо как случайный текст без какого-либо смысла. Эта последовательность также лежит в основе распространенных упражнений для обучения набору на клавиатуре, поскольку все четыре клавиши расположены в главном ряду.

## Etaoin shrdlu
Фраза «ETAOIN SHRDLU» представляет собой примерный порядок частотности двенадцати наиболее часто используемых букв в английском языке, больше всего известная как бессмысленная фраза, которая время от времени появлялась в печати в дни публикации с применением «горячих» отливных шрифтов из-за принятого в то время обычая среди операторов линотипа.

## Lorem ipsum
«Lorem ipsum…» — один из самых распространенных текстов-заполнителей, популярных среди наборщиков и графических дизайнеров. Еще одним похожим примером является текст «Li Europan lingues…».

## «Настало время всем добрым людям прийти на помощь партии»
Now is the time for all good men to come to the aid of the party («Настало время всем добрым людям прийти на помощь партии») — это фраза, впервые предложенная инструктором Чарльзом Э. Веллером в качестве упражнения для набора текста на пишущей машинке; о ее использовании рассказывается в его книге «Ранняя история пишущей машинки», стр. 21 (1918 г.). Франк Э. МакГуррин, эксперт по ранней пишущей машинке Remington, использовал эту фразу для демонстрации своих способностей в слепой печати в январе 1889 года. Она появлялась во многих книгах по набору, часто в формулировке Now is the time for all good men to come to the aid of their country («Настало время всем добрым людям прийти на помощь своей стране»).

## «Шустрая бурая лисица прыгает через ленивого пса»
The quick brown fox jumps over the lazy dog («Шустрая бурая лисица прыгает через ленивого пса») — связная короткая фраза, в которой используются все буквы английского алфавита. Больше примеров см. в статье о панграмме.

## Новые петициииСтроительный кодекс
Во многих фильмах категории B 1940-х, 50-х и 60-х годов использовался эффект «вращающейся газеты», чтобы рассказывать важные моменты сюжета, происходившие за кадром. Эффект требовал появления реалистичной титульной страницы, которая состояла из основного заголовка, относящегося к сюжету, и нескольких заголовков меньшего размера, используемых для заполнения места. Большое количество таких вращающихся газет содержало статьи под заголовками «Новые петиции против налогов» и «Строительный кодекс под огнем критики». Эти фразы стали дежурными шутками среди фанатов фильмов категории В, особенно среди поклонников «Таинственного театра 3000 года».

## Протокол Character Generator Protocol
Служба Character Generator Protocol (CHARGEN) — это Интернет-протокол, предназначенный для тестирования, отладки и измерения параметров соединения.
```
!"#$%&'()*+,-./0123456789:;<=>?@ABCDEFGHIJKLMNOPQRSTUVWXYZ[\]^_`abcdefgh
"#$%&'()*+,-./0123456789:;<=>?@ABCDEFGHIJKLMNOPQRSTUVWXYZ[\]^_`abcdefghi
#$%&'()*+,-./0123456789:;<=>?@ABCDEFGHIJKLMNOPQRSTUVWXYZ[\]^_`abcdefghij
$%&'()*+,-./0123456789:;<=>?@ABCDEFGHIJKLMNOPQRSTUVWXYZ[\]^_`abcdefghijk

```

## �
Это символ-заполнитель, используемый для замены отсутствующего текста, когда невозможно ввести какую-то букву. Например, в этом тексте отсутствует буква «ы»: «Пр�гать»; а в этом — «е»: «Прив�т».